# Пояр, Бржетислав
Бржетислав Пояр (чеш. Břetislav Pojar, 7 октября 1923, Сушице, Чехословакия — 12 октября 2012, Прага, Чехия) — чешский кукловод, художник-мультипликатор и режиссёр короткометражных и полнометражных художественных фильмов.

## Биография
Бржетислав Пояр родился в чехословацком городе Сушице в 1923 году. Карьеру в кинематографе он начал в конце 1940-х годов с работы над экранизацией рассказа Антона Чехова «Роман с контрабасом», режиссёром которой выступил чешский кукольный аниматор Иржи Трнка. Пояр стал работать кукловодом под руководством своего наставника Трнки.
Фильмография Пояра насчитывает большое количество его работ в качестве режиссёра и аниматора, снятых в Чехословакии. Он снимал фильмы как с использованием марионеток, так и более распространённым способом с применением техники кукольной мультипликации.
С середины 1960-х годов Пояр сотрудничал с канадским Национальным советом по кино, регулярно уезжая в Канаду на длительные рабочие стажировки. Его канадские работы являются одними из самых известных, они были удостоены наград на престижных международных кинофестивалях. Лента «Видеть или не видеть» (или «Психократия») получила в 1970 году канадскую кинопремию «Лучший мультипликационный фильм года» в 1970 году. Одновременно Пояр продолжает работать на родине, где снимает сериалы «Давайте поиграем, господа» ( Pojďte pane, budeme si hrát, 1965 - 1973) и «Сад» (Zahrada, 1974 - 1977, по одноимённой детской книге Иржи Трнки).
Творчество Пояра характеризуется сильным социальным подтекстом его произведений. Так, например, в мультфильме 1972 года «Балаблок» армии маленьких существ, имеющих формы круга и квадрата, воюют друг с другом, пока все они не превращаются в неразличимые фигуры. Часто короткометражные мультипликационные фильмы Пояра содержат мало или вообще не содержат слов.
В 2003 году Пояр был одним из аниматоров мультфильма Кихатиро Кавамото «Зимние дни». В середине 2000-х годов он стал сорежиссёром анимационного художественного фильма «Фимфарум 2», основанного на рассказах Яна Вериха, который был выпущен в 2006 году. 8 октября 2007 года Пояру было присвоено звание почётного гражданина района Прага 2.
Пояр умер в Праге в 2012 году в возрасте 89 лет.

## Отзывы
Среди учеников Трнки, пожалуй, самым талантливым был Бретислав Пояр. Я сейчас с удовольствием вспоминаю, как мы были небольшой делегацией в Праге и посетили студию Пояра. А до этого нам показали один его фильм, который меня поразил. Фильм назывался «На рюмку больше» или «Лишняя рюмка». Там рассказывалась грустная история о мотоциклисте, который заходил каждый раз по дороге в кафе и выпивал рюмочку «Сливовицы» или как она там называется. И перебрал, стал в азарте разгоняться на своей машине и погиб или что-то с ним случилось, какая-то катастрофа. Фильм удивительно красивый, удивительно сыгранный и удивительно чистый по своему движению. В кукольной анимации, мне кажется, движение дается гораздо труднее, чем в рисованной. Там, все-таки, на шарнирах все это. Потом Пояр сделал серию фильмов с медвежатами. Сделал в совершенно новой технике. Все они были большие изобретатели! Как только они дорвались до этой анимации, как только почувствовали свободу духа, они в первую очередь стали изобретать новые виды этого искусства. Они не хотели повторять Диснея. Уже хотя бы потому, что Дисней слишком был заштампован его подражателями. А еще потому, что для них открылся необычайный простор совершенно новых, принципиально новых видов анимации. И Пояр сделал медвежат в технике полуобъемной куклы. Они были полурельефными, плоскими внизу. То есть снимали не объемную куклу, а куклу выпуклую, но лежащую на плоскости стекла. Очень хороший фильм!— Фёдор Хитрук

– Еще есть кто-то из мультипликаторов, кого бы вы назвали своим другом, единомышленником?
– Да, есть. Его уже нет в живых, он недавно умер, ему было лет 90. Бржетислав Пояр – это чешский режиссер, изумительный.— Юрий Норштейн

## Награды
- 1960 — Гран-при Annecy Cristal за фильм «Лев и песня».
- ок. 1969 — Лучший канадский мультипликационный фильм года: «Видеть или не видеть».
- ок. 1969 — Берлинский кинофестиваль: лучший короткометражный фильм за «Видеть или не видеть».
- 1972 — Каннский кинофестиваль: лучший короткометражный фильм за «Балаблок».
- 1979 — Каннский кинофестиваль: лучший короткометражный фильм по мнению жюри за «Бум».
- 1987 — Всемирный праздник анимации: Премия кинокритиков Лос-Анджелеса за работу «Ночной ангел».
- 2006 — AniFest (Чехия): Приз за лучший полнометражный фильм за «Фимфарум-2».
- 2007 — Фестиваль европейских полнометражных анимационных фильмов и специальных телевизионных программ (Венгрия): Лучший телевизионный спецвыпуск за Tom Thumb из Фимфарума-2.[11]
- 2008 — Медаль «За заслуги» II степени.